# Stylochoplana gracilis
Stylochoplana gracilis är en plattmaskart. Stylochoplana gracilis ingår i släktet Stylochoplana och familjen Leptoplanidae. Inga underarter finns listade i Catalogue of Life.